# (70936) Kámen
(70936) Kámen (1999 WK1) – planetoida z pasa głównego asteroid okrążająca Słońce w ciągu 4 lat i 206 dni w średniej odległości 2,75 j.a. Została odkryta 28 listopada 1999 roku.